# April Wine

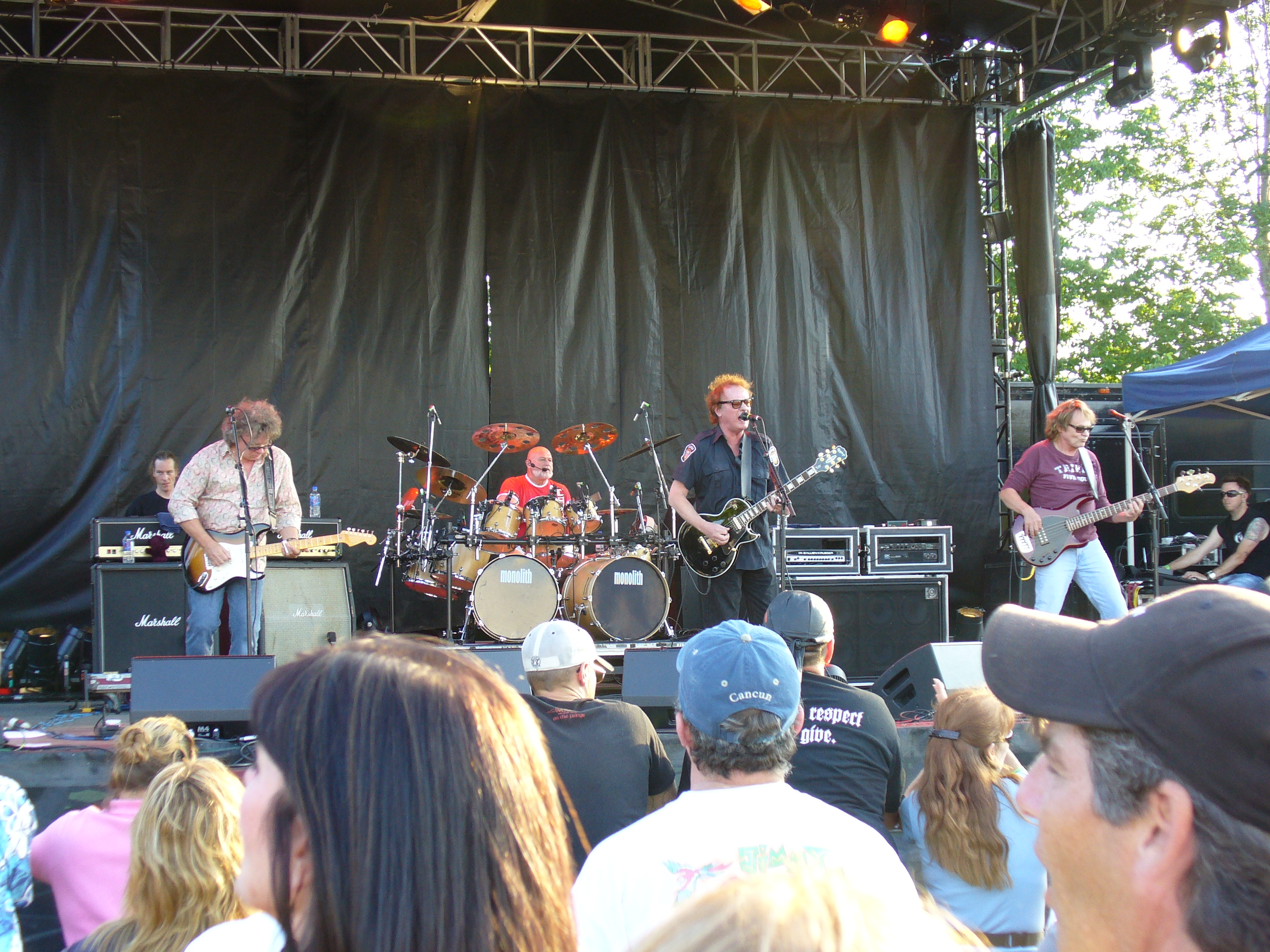
April Wine (2008)

April Wine ist eine kanadische Rockband, die seit 1969 bis heute mit schöpferischen Pausen besteht und in Kanada sowie den USA Gold- und Platin-Status, international aber nie den ganz großen Bekanntheitsgrad erlangte. Die Gruppe galt aber immer als Tipp in Insiderkreisen. Kreativer Kopf und Bandleader war der Sänger Myles Goodwyn (* 23. Juni 1948; † 3. Dezember 2023) aus Montreal, der es in seinen Kompositionen verstand, eingängige Melodien (Goodwyn selbst zitierte die Beatles als Einfluss) und harte Gitarrenriffs (teilweise spielte die Band mit drei Gitarristen) zu verbinden. Einen nicht unbedeutenden Beitrag zum Erfolg lieferte der Schlagzeuger Jerry Mercer, welcher der Band seit den frühen 1970er Jahren angehört und dessen Sound vor allem auf den tiefen Bass Drums unverwechselbar ist.

## Geschichte
Ihre Alben Ende der 1970er und Anfang der 1980er Jahre sind essentielle Beiträge zur Geschichte des Hardrock, wie zum Beispiel Harder … F.aster. Es enthält neben eingängigen Eigenkompositionen eine originelle Bearbeitung des Peter-Sinfield-/King-Crimson-Klassikers 21st Century Schizoid Man.
Trotzdem oder gerade deshalb ist die Band nicht als reine Hardrockgruppe zu sehen, da die melodische Linie in allen ihren Kompositionen durchgehend vorhanden ist. Dies drückt sich auch im Namen, in den Texten und dem keineswegs hardrockmäßigen Auftreten der Mitglieder aus. So bringt The Whole World's Goin' Crazy (1976) eher humorvollen Nonsens-Rock mit hartem Gitarrensound und auch sehr ruhigen Klängen; das 1977 erschienene Forever, For Now ist sogar – bis auf zwei Ausnahmen – ein Softpop-Album.
Am 3. November 2010 verstarb Jim Clench in Montreal an den Folgen von Lungenkrebs. Der Bassist war von 1970 bis 1975 sowie von 1992 bis 2006 dabei und hatte zwischenzeitlich auch bei Bachman-Turner Overdrive gespielt.

## Diskografie

### Studioalben
| Jahr | Titel                   | Höchstplatzierung, Gesamtwochen, AuszeichnungChartplatzierungen (Jahr, Titel, Platzierungen, Wochen, Auszeichnungen, Anmerkungen) | Höchstplatzierung, Gesamtwochen, AuszeichnungChartplatzierungen (Jahr, Titel, Platzierungen, Wochen, Auszeichnungen, Anmerkungen) | Höchstplatzierung, Gesamtwochen, AuszeichnungChartplatzierungen (Jahr, Titel, Platzierungen, Wochen, Auszeichnungen, Anmerkungen) | Anmerkungen |
| Jahr | Titel                   | DE | UK | US | Anmerkungen |
| ---- | ----------------------- | --- | --- | --- | ----------- |
| 1978 | First Glance            | — | — | US114 (11 Wo.)US |             |
| 1979 | Harder ... Faster       | — | UK34 (5 Wo.)UK | US64 Gold · (40 Wo.)US |             |
| 1981 | The Nature of the Beast | — | UK48 (3 Wo.)UK | US26 Platin · (34 Wo.)US |             |
| 1982 | Power Play              | DE47 (6 Wo.)DE | — | US37 (20 Wo.)US |             |
| 1984 | Animal Grace            | — | — | US62 (12 Wo.)US |             |
| 1985 | Walking Through Fire    | — | — | US174 (4 Wo.)US |             |

Weitere Studioalben
- 1971: April Wine
- 1972: On Record
- 1973: Electric Jewels
- 1975: Stand Back
- 1976: The Whole World’s Goin’ Crazy
- 1976: Forever for Now
- 1993: Attitude
- 1994: Frigate
- 2001: Back to the Mansion
- 2006: Roughly Speaking

### Kompilationen
- 1979: Greatest Hits
- 1981: The Best of April Wine: Rock Ballads
- 1981: Review and Preview
- 1987: The Hits
- 1987: All the Rockers
- 1988: We Like to Rock
- 1989: The First Decade
- 1990: Oowatanite
- 1992: The April Wine Collection
- 1996: Champions of Rock
- 2000: Rock Champions
- 2002: Classic Masters
- 2003: Best of April Wine
- 2006: April Wine Rocks!

### Livealben
- 1974: Live!
- 1977: Live at the El Mocambo
- 1980: Ladies Man Extended Play EP
- 1985: One for the Road
- 1997: Greatest Hits Live 1997
- 2002: I Like to Rock
- 2003: Greatest Hits Live 2003

### Singles
| Jahr | Titel Album                                     | Höchstplatzierung, Gesamtwochen, AuszeichnungChartplatzierungen (Jahr, Titel, Album, Platzierungen, Wochen, Auszeichnungen, Anmerkungen) | Höchstplatzierung, Gesamtwochen, AuszeichnungChartplatzierungen (Jahr, Titel, Album, Platzierungen, Wochen, Auszeichnungen, Anmerkungen) | Anmerkungen |
| Jahr | Titel Album                                     | UK | US | Anmerkungen |
| ---- | ----------------------------------------------- | --- | --- | ----------- |
| 1972 | You Could Have Been a Lady On Record            | — | US32 (11 Wo.)US |             |
| 1979 | Roller First Glance                             | — | US34 (11 Wo.)US |             |
| 1980 | I Like To Rock Harder ... Faster                | UK41 (5 Wo.)UK | US86 (3 Wo.)US |             |
| 1981 | Just Between You And Me The Nature of The Beast | UK52 (4 Wo.)UK | US21 (16 Wo.)US |             |
| 1981 | Sign of The Gypsy Queen The Nature of The Beast | — | US57 (8 Wo.)US |             |
| 1982 | Enough Is Enough Power Play                     | — | US50 (8 Wo.)US |             |
| 1984 | This Could Be The Right One Animal Grace        | — | US58 (6 Wo.)US |             |

### Auszeichnungen für Musikverkäufe
| Goldene Schallplatte - Kanada - 1977: für die Single You Won’t Dance With Me - 1979: für das Album First Glance - 1979: für das Album Forever for Now - 1985: für das Album The Best of April Wine: Rock Ballads - 1993: für das Album Attitude Platin-Schallplatte - Kanada - 1976: für das Album The Whole World’s Goin’ Crazy - 1980: für das Album Harder ... Faster - 1982: für das Album Power Play - 1994: für das Album The Hits | 2× Platin-Schallplatte - Kanada - 1979: für das Album Stand Back - 1981: für das Album The Nature of the Beast - 1982: für das Album Greatest Hits |

Anmerkung: Auszeichnungen in Ländern aus den Charttabellen bzw. Chartboxen sind in ebendiesen zu finden.
| Land/RegionAuszeichnungen für Musikverkäufe (Land/Region, Auszeichnungen, Verkäufe, Quellen) | Gold     | Platin       | Verkäufe  | Quellen         |
| -------------------------------------------------------------------------------------------- | -------- | ------------ | --------- | --------------- |
| Kanada (MC)                                                                                  | 5× Gold5 | 10× Platin10 | 1.275.000 | musiccanada.com |
| Vereinigte Staaten (RIAA)                                                                    | Gold1    | Platin1      | 1.500.000 | riaa.com        |
| Insgesamt                                                                                    | 6× Gold6 | 11× Platin11 |           |                 |